# Einar Englund
Pour les articles homonymes, voir Englund.
Sven Einar Englund, né à Ljugarn, dans l'île suédoise de Gotland le 17 juin 1916 et mort à Visby (île de Gotland) le 27 juin 1999, est un compositeur finlandais.

## Biographie
Einar Englund a étudié la composition à l'Académie Sibelius d'Helsinki avec Selim Palmgren et Bengt Carlson (sv) de 1933 à 1941, le piano avec Martti Paavola et l'orchestration avec Leo Funtek. 
Mobilisé pendant la Seconde Guerre mondiale, il est blessé à la main. Cette blessure ne contraria pas sa carrière de pianiste, et il a créé et joué son concerto pour piano no 1 en 1955. La guerre a aussi marqué le musicien dans son style, qui donne le titre de Symphonie de guerre à sa première symphonie, empreinte d'une rythmique martiale, tout comme un Vaughan Williams utilise des rythmes saccadés et martiaux dans ses 1re et 6e symphonies. Cependant, selon le compositeur lui-même, c'est surtout sa 5e symphonie Fennica qui subit l'influence de ces années noires. 
Après guerre, il joue dans des orchestres de variétés et dans des cabarets de jazz où il se montre un brillant improvisateur. Il poursuit ensuite ses études avec Aaron Copland à Tanglewood en 1949, puis en Russie où il est impressionné par Prokofiev et Chostakovitch. En 1957, il est critique musical pour le quotidien finlandais Hufvudstadsbladet à Helsinki. L'émergence de nouveaux compositeurs finlandais dans les années 1950 et 1960 dont Englund rejette le style jugé trop moderne, va marginaliser le compositeur qui est alors très critiqué. C'est durant la décennie 1960 qu'Englund reste quasi silencieux; il ne refait surface qu'au début des années 1970 avec sa 3e symphonie. De 1958 à 1982, il enseigne la théorie et la composition à l'Académie d'Helsinki,. Parmi ses élèves se trouve notamment Harri Ahmas. Englund est un traditionaliste, il subit l'influence néo-classique de la première période de Stravinsky des années 1920-1930, puis plus tard celles de Bartók et de Chostakovitch. 
Il fut marié deux fois, en 1941 à Meri Mirjam Gyllenbögel (décédée en  1956) dont il eut deux garçons et une fille, puis à Maynie Sirén Smolander, chanteuse, qu'il accompagna au piano, de 1958 à sa propre mort en 1999, dont il eut un fils. Englund a écrit son autobiographie intitulée Dans l'ombre de Sibelius.
Les labels Ondine et Finlandia ont enregistré la quasi-totalité de ses œuvres et ce faisant, ont beaucoup contribué à la connaissance du musicien dans le monde entier.

## Œuvres (sélection)
Il a composé sept symphonies, de la musique concertante pour piano, violoncelle, flûte, clarinette ; de la musique de chambre, deux ballets, des musiques de film,. 
- Quintette avec piano (1941)
- Symphonie no 1 Symphonie de guerre (1946) créée en 1947
- Symphonie no 2 Merle Noir, créée en 1948
- La Muraille de Chine, suite concertante pour la pièce éponyme de Max Frisch (1949)
- Concerto pour violoncelle (1954)
- Concerto pour piano no 1 (1955)
- Symphonie no 3 (1969-71)
- Symphonie no 4 Nostalgique, créée en 1976
- Symphonie no 5 Fennica (1977)
- Symphonie no 6 Aphorismes (1984)
- Concerto pour violon et orchestre (1981)
- Concerto pour flûte (1985)
- Quatuor à cordes (1985-1986)
- Symphonie no 7 (1988)
- Concerto pour clarinette (1991)
- 2 ballets : Sinuhe et Odysseus (Ulysse)

### Musiques de film
- Valkoinen peura (Le Renne Blanc) d'Erik Blomberg (1952)
- Kuu on vaarallinen (Préludes à l'extase) de T.J. Särkkä (1962)

## Citations
« Je peux lire votre destinée dans vos yeux. Vous deviendrez un grand compositeur » : Sibelius à Englund en 1941.